# Orange (společnost)
Orange (dříve France Télécom S.A.) je francouzská telekomunikační společnost působící na několika kontinentech. Jeho služby využívá více než 250 milionů zákazníků a v současné době patří mezi největší společnosti svého druhu na světě. Jeho služby využívá v Evropě (kromě Francie) Slovensko, Polsko, Španělsko, Belgie, Lucembursko, Rumunsko a Moldavsko, dále řada mimoevropských zemí, zejména afrických (například Egypt, Konžská demokratická republika, Keňa, Kamerun). Kromě hlasových a datových mobilních služeb nabízí také mobilní nebo optický internet.

## Síť
Společnost využívá sítě GPRS, EDGE a technologie 3G (UMTS) a 4G. Jako první mobilní operátor v Evropě a druhý na světě[zdroj?] spustil „optickou síť“. Na Slovensku Orange tuto síť optických vláken vlastní (pod názvem FiberNet); vybudoval ji (2007) svépomocí a kromě rychlého internetu slouží také k zabezpečení volání prostřednictvím pevné linky a digitální televize v HD kvalitě.